# Bufo & Spallanzani
Bufo & Spallanzani (1986) é um romance policial de Rubem Fonseca, publicado em 1985.

## Sinopse
O personagem principal é Ivan Canabrava, detetive da Companhia Panamericana de Seguros. Ele investiga o caso de um fazendeiro que morreu pouco após fazer um seguro de um milhão de dólares.